# Flightdatarecorder

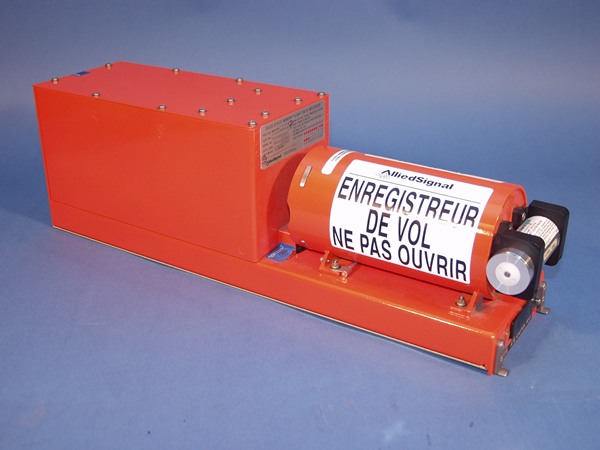
Voorbeeld van een flightdatarecorder

De flightdatarecorder (FDR) is een apparaat in een vliegtuig waarin vluchtgegevens van de vlucht elektronisch worden opgeslagen. De FDR is een van de twee zogenaamde zwarte dozen in een vliegtuig. De flightdatarecorder is in werkelijkheid niet zwart, maar meestal oranje, om het terugvinden van de FDR na een vliegtuigongeluk eenvoudiger te maken.

## Ontwerp
De flightdatarecorder is zo gemaakt dat hij zeer extreme condities kan weerstaan: hevige brand, onderdompeling in water, een grote val. Moderne FDR's zijn van titanium of sterk roestvast staal gemaakt, met warmte-isolatie aan de binnenkant. De doos zendt een signaal uit dat men kan opvangen om het opzoeken te vergemakkelijken. Het signaal wordt tot ongeveer 30 dagen uitgezonden door een zogenaamde beacon locator.
De technische eisen waaraan moderne flightdatarecorders volgens internationale standaarden moeten voldoen, zijn vastgelegd in documenten van de Europese organisatie voor burgerluchtvaartapparatuur (European Organisation for Civil Aviation Equipment, EUROCAE) en de hierop gebaseerde Technical Standard Order van de Amerikaanse Federal Aviation Administration. Richtlijn ED-112 van EUROCAE, tot stand gekomen in 2003, schrijft voor dat een flightdatarecorder gedurende 6,5 milliseconde 3400 g (33 km/s²) moet kunnen weerstaan, wat overeenkomt met een botsingssnelheid van ongeveer 500 km/h, en stelt ook minimumeisen aan onder meer de vuurbestendigheid (1000 °C gedurende 30 minuten), drukbestendigheid en waterdichtheid (tot 6 km diep). Flightdatarecorders moeten daarnaast geel of oranje zijn en zowel een Engels als Frans opschrift dragen waaruit blijkt dat het gaat om een flightdatarecorder die niet mag worden geopend.
Verder bevat de flightdatarecorder een underwater locater beacon (ULB) voor het geval dat de crash in het water plaatsvindt. De ULB, ook wel underwater acoustic beacon genoemd, is een apparaat dat het terugvinden van de cockpitvoicerecorder en de flightdatarecorder mogelijk maakt. De ULB wordt geactiveerd door aanraking met water. De meeste ULB's geven ongeveer één keer per seconde een ultrasone puls met een lengte van ongeveer 10 ms en een frequentie van 37,5 kHz (± 1 kHz).

## Cockpitvoicerecorder
In een modern verkeersvliegtuig zijn normaal gesproken twee datarecorders geïnstalleerd: de flightdatarecorder en de cockpitvoicerecorder waarmee de gesprekken in de cockpit worden opgenomen. De flightdatarecorder en de cockpitvoicerecorder bevinden zich meestal achter in het vliegtuig, vaak in of vlak bij de staart. Deze plaatsing is gekozen zodat de gehele romp als 'kreukelzone' kan fungeren bij een eventueel ongeluk.

## Geschiedenis

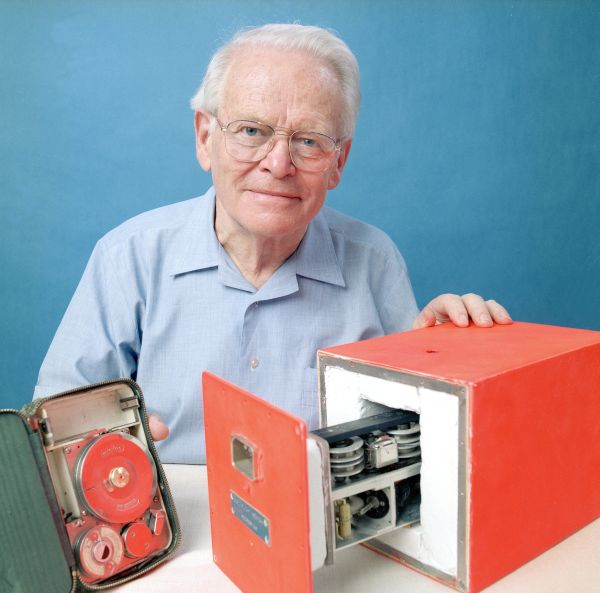
Dave Warren, Australische uitvinder van de zwarte doos

De eerste flightdatarecorder werd rond 1940 ontworpen door François Hussenot met hulp van Paul Beaudouin. Deze sloeg de gegevens op op 88mm-film. Hussenot richtte in 1947 de Société Française des Instruments de Mesure (SFIM) op, die tegenwoordig (2019) als onderdeel van Safran nog altijd flightdatarecorders levert. De eerste moderne flightdatarecorder werd in 1956 ontwikkeld door de Australiër David Warren.
De vluchtgegevens werden oorspronkelijk geregistreerd om de aansprakelijkheid van de fabrikant bij een ongeluk van de hand te kunnen wijzen wanneer met deze gegevens kon worden aangetoond dat het ongeluk te wijten was aan een menselijke fout. Tegenwoordig (2019) is de belangrijkste toepassing echter het analyseren van ongelukken teneinde in de toekomst soortgelijke ongevallen te kunnen voorkomen. De term zwarte doos is een vertaling van het Engelse black box, waarmee feitelijk een geheimzinnig apparaat wordt bedoeld waarvan velen niet weten hoe het er van binnen uitziet, of hoe het precies functioneert.
In grote passagiersschepen en treinen zit ook vaak een registratiesysteem ingebouwd.